# František Kletečka
František Kletečka (1933 – ?) byl český fotbalový obránce a trenér.

## Hráčská kariéra
Odchovanec semilského fotbalu hrál v československé lize za Jiskru Liberec, nastoupil ve 20 utkáních aniž by skóroval. Nastoupil také ve vůbec prvním utkání liberecké Jiskry mezi elitou, ve kterém v neděli 13. března 1955 v Liberci podlehla bratislavskému Slovanu 0:5.

### Prvoligová bilance
| Ročník             | Zápasy | Góly | Minuty | Klub                  |
| ------------------ | ------ | ---- | ------ | --------------------- |
| I. liga 1955       | 20     | 0    | 1800   | Jiskra Kolora Liberec |
| CELKEM I. ČS. LIGA | 20     | 0    | 1800   |                       |

## Trenérská kariéra
Po skončení hráčské kariéry se stal trenérem. V první polovině 70. let (jaro 1972–jaro 1975 v divizi) a začátkem 90. let 20. století vedl Koloru Semily.